# 小柳ルミ子 CD-BOX
『小柳ルミ子 CD-BOX』（こやなぎルミこ シーディー・ボックス）は、小柳ルミ子のCD-BOX。2002年5月21日発売。発売元はビクターエンタテインメント（現・ビクターエンタテインメント・ビクターファミリークラブ）。

## 解説
1971年、「わたしの城下町」でデビューしていきなりオリコンヒットチャートの1位を獲得した小柳ルミ子の歌手デビュー30周年を記念してリリースされたCD6枚組ボックス。
- Disc.1からDisc.3は「オリジナルを歌う」と題し、1971年から1988年までの昭和時代に発表したシングルA面曲が網羅されているほか、B面曲やアルバム曲も収録されている。

- Disc.4とDisc.5は、カヴァーソング・コレクション。終戦直後の流行歌から1970年代のヒットソング、演歌・歌謡曲、童謡・唱歌・民謡と幅広いジャンルの楽曲が収録されている。

- Disc.6は、ライヴ音源集。1972年6月12日付オリコンアルバムチャート1位を獲得したアルバム『初心を忘れまいと誓った日』の収録曲を中心に自身のヒット・ソングのほか、デビュー当時同じ芸能事務所「渡辺プロダクション」に所属していた布施明やトワ・エ・モワ、森進一などのヒット曲も歌っている。

監修を務めた合田道人による解説や、歌詞を掲載したブックレットが付属している。

## 収録曲
| CD     | ルミ子 オリジナルを歌う Vol.1 |
| Disc.1 | 01. わたしの城下町 02. 木彫りの人形 03. お祭りの夜 04. ゆうぐれの里 05. 雪あかりの町 06. 瀬戸の花嫁 07. ふる里母さん 08. 京のにわか雨 09. 東京わらべ唄 10. 折鶴 11. 島の別れ唄 12. 漁火恋唄 13. 春のおとずれ 14. 恋にゆれて 15. 十五夜の君 16. 恋の雪別れ 17. ながさき日記 18. 花のようにひそやかに 19. ひとり囃子 20. 赤い燈台 |
| CD     | ルミ子 オリジナルを歌う Vol.2 |
| Disc.2 | 01. 冬の駅 02. 黄昏の街 03. ひと雨くれば 04. ほたる列車 05. 花車 06. 桜前線 07. 恋岬 08. この街夕暮れ 09. 四季 10. 夾竹桃は赤い花 11. さよなら私の恋 （ミュージカル「私はオンディーヌ」より） 12. 逢いたくて北国へ 13. 思い出にだかれて 14. 星の砂 15. みんさ織りのおばあちゃん 16. 湖の祈り 17. ひとり歩き 18. 夢追い列車 19. 根釧原野 20. 泣きぬれてひとり旅 |
| CD     | ルミ子 オリジナルを歌う Vol.3 |
| Disc.3 | 01. 雨… 02. スペインの雨 03. 恋ごころ 04. 来夢来人 05. 螢火 06. ジョーク 07. 南風 08. たそがれラブコール 09. みだれ髪 10. 通りゃんせ帰りゃんせ 11. お久しぶりね 12. 今さらジロー 13. 乾杯! 14. 酔っぱらっちゃった 15. 乱 16. 背中でちょっとI LOVE YOU 17. 泣かないから 18. LEATHERY 19. だらしがないね |
| CD     | ルミ子 昭和の名曲を歌う |
| Disc.4 | 01. 君恋し 02. 緑の地平線 03. 東京ラプソディ 04. 一杯のコーヒーから 05. 南の花嫁さん 06. 港が見える丘 07. 青い山脈 08. 白い花の咲く頃 09. 水色のワルツ 10. 白樺の小径 11. 月がとっても青いから 12. 北上夜曲 13. 上を向いて歩こう 14. 遠くへ行きたい 15. 君の故郷は 16. 若者たち 17. この広い野原いっぱい 18. 小さな日記 19. 或る日突然 20. 花嫁 |
| CD     | ルミ子 ふるさとの抒情を歌う |
| Disc.5 | 01. 赤い靴 02. 花嫁人形 03. 叱られて 04. 証城寺の狸囃子 05. 早春賦 06. 花 07. 荒城の月 08. 城ケ島の雨 09. 浜辺の歌 10. さくら貝の歌 11. さくらさくら 12. 通りゃんせ 13. 木挽唄 14. のんのこ節 15. 刈千切唄 16. 博多の三四郎さん 17. 博多子守唄 18. 南国土佐を後にして 19. 中国地方の子守唄 20. 五木の子守唄 21. 島原地方の子守唄 |
| CD     | ルミ子 ライブ・トラックス |
| Disc.6 | 01. わたしの城下町 『初心を忘れまいと誓った日』より 02. 夜明けのうた 03. 知床旅情 04. ドンパン節 05. 赤とんぼ 06. ちいさい秋みつけた 07. もずが枯木で 08. 白い想い出 09. 見上げてごらん夜の星を 10. 泣き虫ではありません 11. 赤い鼻緒のポックリ 12. かあさんのうた 『いつまでもこんな日が』より 13. 22才の別れ 14. 甘い生活 15. シクラメンのかほり 16. 想い出まくら 17. 襟裳岬 18. 漁火恋唄 『やさしさということ…』より 19. 林さんのおねえさん 20. クラシック・メドレー～歓喜の歌・ラバーズ・コンチェルト・トルコマーチ～ 21. 瀬戸の花嫁 |

## 関連作品
※リンクのない主なカヴァー・ソング
- 白樺の小径　-　淡谷のり子などが歌った楽曲。
- 小さな日記　-　フォー・セインツが歌った楽曲。